# JPEGMafia
Barrington DeVaughn Hendricks (nascido em 22 de outubro de 1989), conhecido profissionalmente como JPEGMafia (estilizado em letras maiúsculas como JPEGMAFIA), é um rapper, cantor e produtor musical americano. Nascido na cidade de Nova York e criado em Baltimore, Maryland, ele assinou com a Republic Records para lançar seu primeiro álbum de estúdio, Black Ben Carson (2016). Ele então assinou um acordo de joint venture com Deathbomb Arc para lançar seu segundo álbum Veteran (2018), que recebeu ampla aclamação da crítica. Seu terceiro álbum, All My Heroes Are Cornballs (2019) foi lançado de forma independente e entrou na Billboard 200, enquanto ele retornou à Republic para o lançamento de seu quarto álbum LP! (2021); ambos foram recebidos com aclamação crítica contínua. Em 2023, ele lançou seu álbum de estúdio colaborativo Scaring the Hoes com o colega rapper alternativo Danny Brown. Em 2024, ele lançou seu quinto álbum I Lay Down My Life for You.

## Início da vida e educação
Hendricks nasceu em Flatbush, Brooklyn, filho de pais jamaicanos. Ele passou a maior parte de sua infância em Flatbush antes de se mudar para Alabama aos 13 anos, onde experimentou uma quantidade significativa de racismo que mais tarde teve um efeito intenso em sua música. Hendricks mudou-se para Louisiana e se alistou na Força Aérea dos Estados Unidos aos 18 anos. Ele serviu como militar na Iraque e também passou um tempo no Kuwait, Alemanha, Japão e Norte da África, antes de ser dispensado com honra depois de se manifestar contra os supostos abusos cometidos por seus superiores. Embora ele tenha afirmado anteriormente ter um mestrado em jornalismo, Desde então, Hendricks esclareceu que, embora tenha estudado o assunto enquanto estava destacado, ele não recebeu oficialmente um diploma. Em abril de 2021, Hendricks revelou por meio da mídia social que teve "uma infância sexual, verbal e fisicamente abusiva."

## Carreira

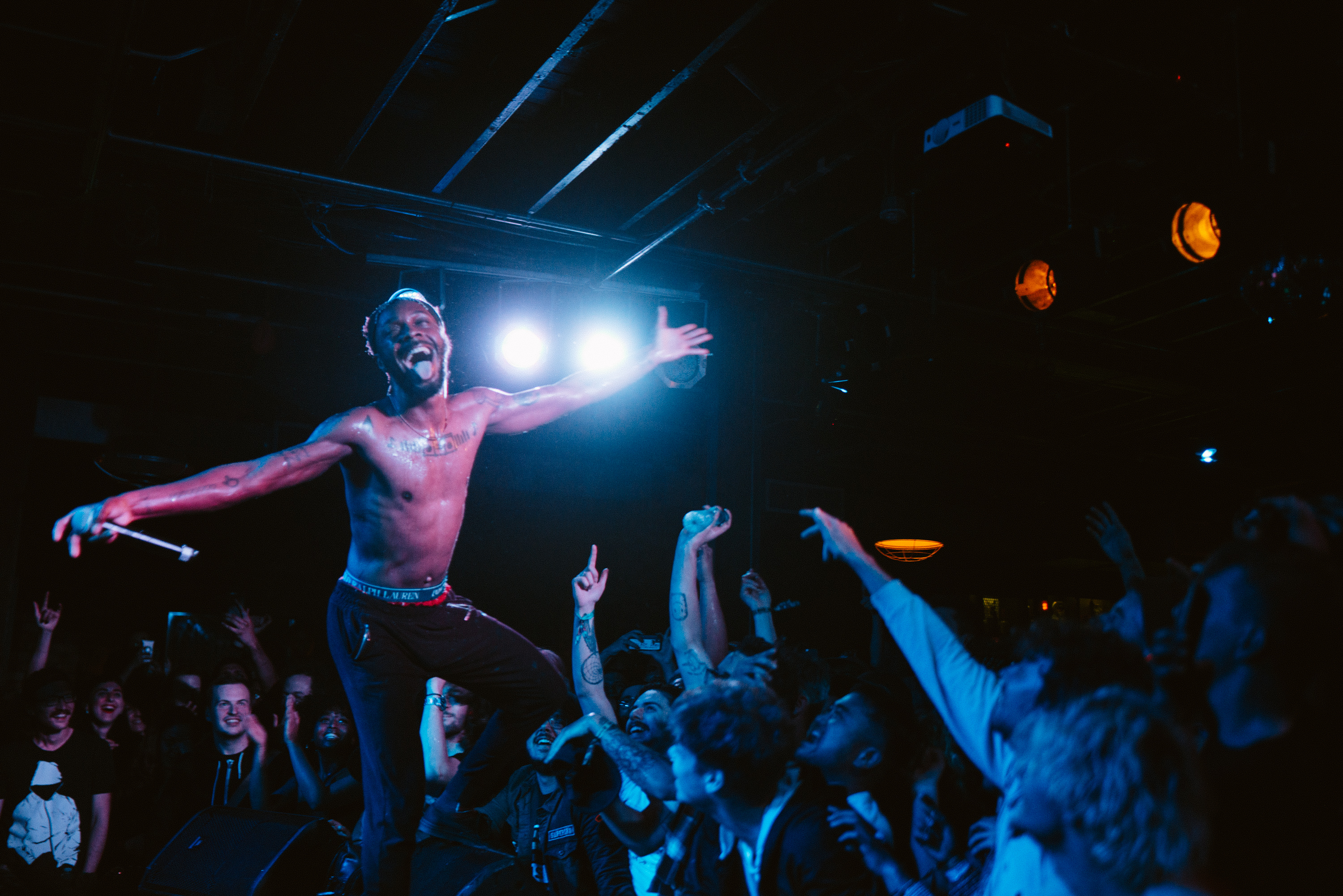
Hendricks se apresentando em 2019 no festival Sled Island

Hendricks desenvolveu um interesse pela produção musical aos 15 anos e começou a produzir depois que aprendeu a fazer samples. Descrevendo sua produção, Hendricks diz: "Quando eu estava fazendo batidas pela primeira vez, ninguém gostava delas. Até hoje eu dou batidas às pessoas e elas ficam confusas." Ele diz: “Comecei a fazer rap porque ninguém gostava das minhas batidas”. Observando que começou a produzir antes de começar a fazer rap, Hendricks disse: "Em primeiro lugar sou um produtor e depois um rapper, mas levo os dois a sério."
Durante sua estada militar no Japão, ele produziu e escreveu músicas sob o nome de Devon Hendryx, com álbuns lançados sob o nome, incluindo Generation Y, Dreamcast Summer Songs e The Ghost ~ Pop Tape.'. Em 2015, ele se mudou para Baltimore, onde começou a fazer música sob seu apelido JPEGMafia, sob o qual ele lançou sua mixtape Communist Slow Jams em abril de 2015. Apenas um mês mais tarde, ele lançou sua mixtape Darkskin Manson que foi inspirada nos Protestos de Freddie Gray em Baltimore que estavam acontecendo exatamente quando ele se mudou para lá.
Após uma série de mixtapes, Hendricks lançou seu primeiro álbum de estúdio, Black Ben Carson, em fevereiro de 2016 via Deathbomb Arc apresentando um som muito mais áspero e distorcido do que seu outro projetos. Quatro meses depois, ele lançou um EP colaborativo com o rapper Freaky, de Baltimore, intitulado The 2nd Amendment.
Depois de menos de 3 anos morando lá, Hendricks mudou-se de Baltimore para Los Angeles para seu próximo álbum de estúdio. Em janeiro de 2018, ele lançou seu segundo álbum de estúdio Veteran. Em um artigo no Bandcamp, ele disse "Eu queria mostrar que não sou apenas um pônei de um truque. Eu sempre faço coisas estranhas. Geralmente guardo isso para mim. Desta vez, simplesmente deixo o filtro ir. " Na época de seu lançamento, Veteran foi considerado o álbum mais experimental do JPEGMAFIA até o momento, recebendo ampla aclamação da crítica.
Após o lançamento de Veteran, Hendricks começou a trabalhar em seu próximo álbum. Ele gravou 93 músicas e reduziu para 18 faixas. Ele mixou e masterizou no final da turnê de Vince Staples, postando atualizações de porcentagem com frequência em seu Instagram. Antes do lançamento, ele rotularia o projeto como uma "decepção" em entrevistas e suas redes sociais. O primeiro single do álbum, "Jesus Forgive Me, I Am a Thot", foi lançado em 13 de agosto de 2019. Ele promoveu o álbum enviando uma série de sessões de audição para seu canal no YouTube, onde amigos e artistas como Denzel Curry, Jeff Tweedy (de Wilco) e Hannibal Buress discutiram e reagiram aos cortes do álbum. All My Heroes Are Cornballs foi lançado em 13 de setembro de 2019, com maior aclamação da crítica, e foi seu primeiro álbum nas paradas. Em outubro de 2019, ele embarcou na JPEGMafia Type Tour para divulgar seu novo álbum.
Em 2020, Hendricks lançou vários singles ao longo do ano e os compilou em um EP, apropriadamente intitulado EP!. Foi lançado na página Bandcamp de Hendricks em 6 de novembro, e em serviços de streaming com adição de um single extra em 10 de dezembro. Em 12 de fevereiro de 2021, Hendricks lançou sua segunda peça estendida, EP2! Em 2 de outubro, Hendricks anunciou o álbum LP!, que foi lançado em 22 de outubro de 2021, seu aniversário, com ainda mais aclamação. Devido a problemas relacionados ao sample, o álbum foi lançado como duas versões separadas: "LP!" lançada em serviços de streaming e "LP! (Offline)" lançado gratuitamente no Bandcamp, YouTube e SoundCloud. Em 24 de fevereiro de 2022, Hendricks anunciou via Twitter que as músicas que não estavam na versão "Online" foram lançadas em serviços de streaming como o EP OFFLINE! Em 23 de maio de 2023, Hendricks lançou a versão "offline" completa do álbum nas plataformas de streaming. Em 9 de novembro, 2022, Hendricks estava dando dicas sobre o lançamento de três álbuns para 2023.
Em 15 de janeiro de 2023, Hendricks deu uma dica em suas redes sociais de que estava trabalhando em um projeto colaborativo com seu colega rapper, Danny Brown. Em 20 de janeiro de 2023, Hendricks anunciou oficialmente três álbuns serão lançados no mesmo ano. Em 10 de fevereiro de 2023, Hendricks anunciou em seu Twitter que o projeto colaborativo com Danny Brown foi concluído, e está trabalhando em seu segundo álbum do ano. Em 28 de fevereiro de 2023, no The Danny Brown Show, Hendricks e Brown anunciaram que seu projeto colaborativo se chama Scaring the Hoes Vol. 1, e deu uma prévia do primeiro single do projeto. Em 13 de março de 2023, o primeiro single do projeto chamado "Lean Beef Patty" foi lançado nos serviços de streaming, e Hendricks anunciaram que o projeto colaborativo estava programado para ser lançado em 24 de março de 2023. O segundo single "SCARING THE HOES" foi lançado em serviços de streaming junto com um videoclipe. Três dias depois, o álbum foi lançado. Em 11 de julho, uma versão estendida do álbum, intitulada Scaring the Hoes: DLC Pack, que incluía mais quatro faixas, foi lançado em serviços de streaming.

## Influências
Em uma entrevista ao Cambridge Union, Hendricks observou que sua maior influência é Kanye West. Ele afirma que uma de suas primeiras influências foi o grupo de rock Hanson. Ele também citou Ol' Dirty Bastard, Throbbing Gristle, Skinny Puppy, MF DOOM , Lil B, SpaceGhostPurrp, Danny Brown, Chief Keef, Ice Cube, Rick Rubin, Cam'Ron, Björk, Janelle Monáe, Radiohead, The Backstreet Boys, Dirty Beaches e Arca como influências.

## Discografia
Álbuns de estúdio
- Black Ben Carson (2016)
- Veteran (2018)
- All My Heroes Are Cornballs (2019)
- LP! (2021)
- I Lay Down My Life for You (2024)

Álbuns colaborativos
- The 2nd Amendment (2016) (com Freaky)
- Scaring the Hoes (2023) (com Danny Brown)

Como Devon Hendryx
- Generation Y (2011)
- Dreamcast Summer Songs (2011)
- Joechillworld (2011)
- LISA (2011) (com DatPiffMafia)
- The Rockwood Escape Plan (2012)
- ❤ (Heart Emoji) (2012)
- The Ghost~Pop Tape (2013)
- Communist Slow Jams (2015)
- Darkskin Manson (2015)

Extended Plays
- Darkskin Manson EP (2015)
- EP II (2016)
- The Wolf Returns (2017) (com Bounge)
- EP! (2020)
- EP2! (2021)